# Hřbitovní kaple (Gohrisch)
Hřbitovní kaple v saské obci Gohrisch (německy Friedhofskapelle Gohrisch) je moderní dřevěná funerální stavba postavená v letech 1951–1952 na místním lesním hřbitově.

## Historie
Lesní hřbitov na východním okraji vsi Kurort Gohrisch v ulici Schandauer Straße vznikl v roce 1940. Hřbitovní kaple byla postavena až v poválečném období v letech 1951–1952. Kaple nebyla v dalších letech stavebně upravována a slouží nepřetržitě k poslednímu rozloučení se zemřelými. Je chráněná jako kulturní památka pod číslem 09223498, lesní hřbitov je zapsán samostatně pod číslem 09304438.

## Popis
Celodřevěná moderní stavba hřbitovní kaple stojí na vyvýšeném místě v centrální části hřbitova. Její presbytář směřuje na severovýchod. Kapli obdélníkového půdorysu doplňuje v průčelí předsíň. Okna bočních stěn zakončuje lomený oblouk. Ze sedlové střechy kryté pálenými taškami vystupuje v přední části dřevěný sanktusník.

## Hřbitov
Lesní hřbitov nepravidelného tvaru má založenou síť cest. Vstup tvoří brána s pískovcovými sloupy. Hlavní osu tvoří břízová alej směřující ke hřbitovní kapli. Dalšími hojnými dřevinami jsou různé druhy rododendronů, borovice lesní a buk lesní. V podrostu roste barvínek menší.

## Galerie

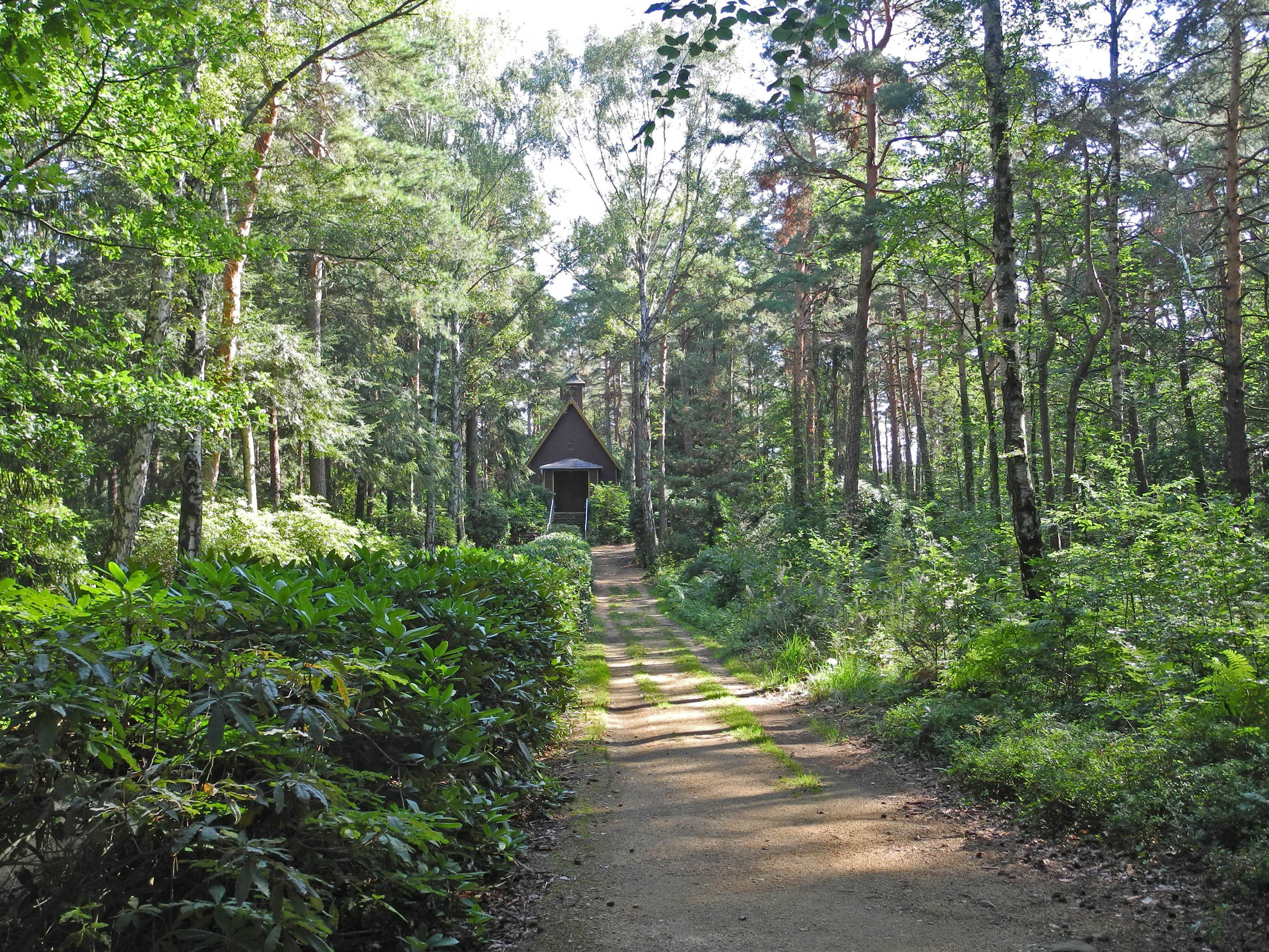
Cesta ke kapli
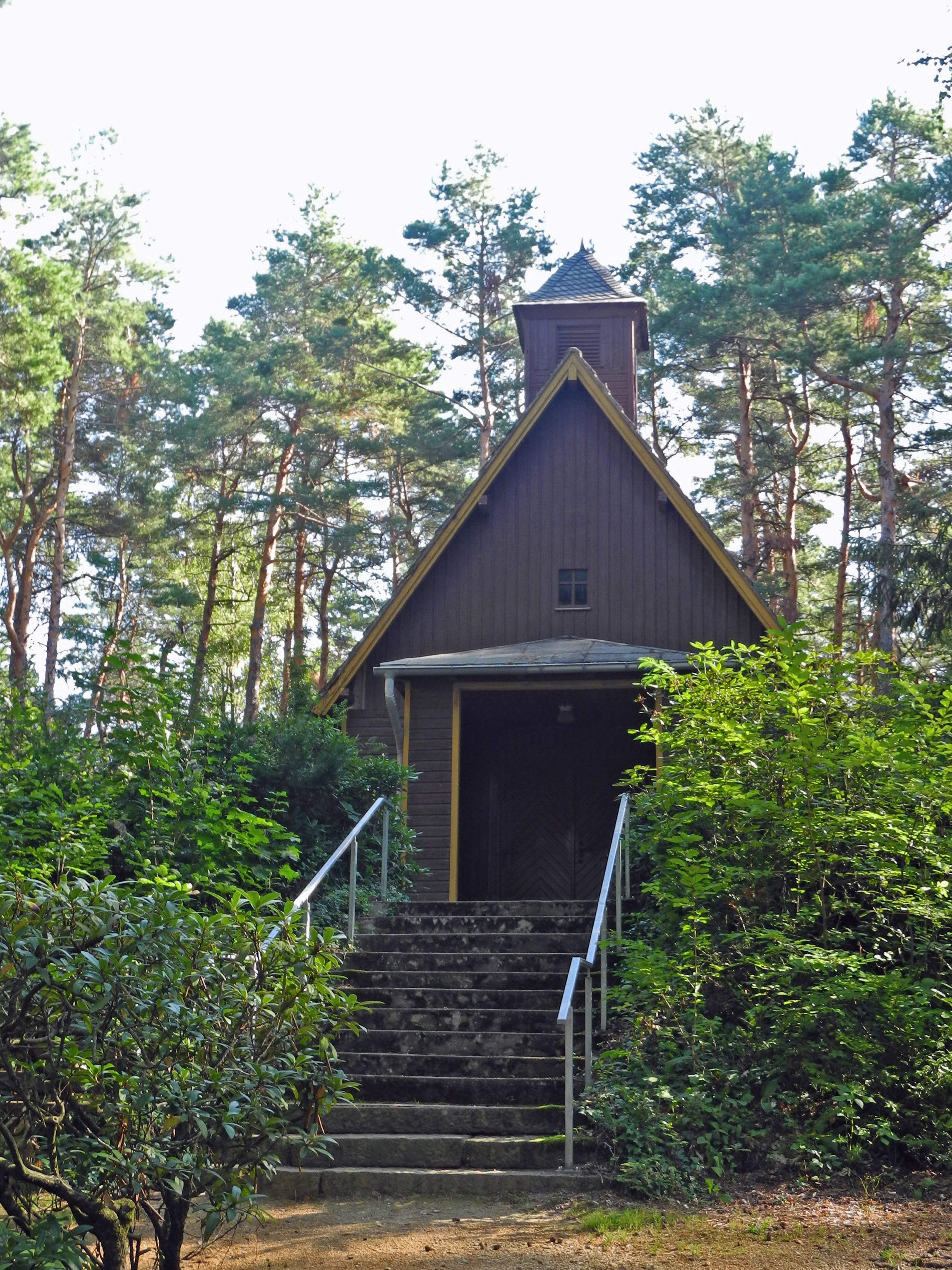
Průčelí kaple